# Екотопічне зміщення
Екотопічне зміщення — зміщення (зсув) властивих певному екотопу біоценозів, або біотопу видів на екотопи, які перебувають в іншій зоні або провінції, або ж в біотопи зовсім іншого типу, найбільш для них сприятливі. Наприклад, зміщення хвойного лісу з плакорних екотопів лісової зони на північні схили гірських хребтів пустельної зони; зміщення Picea obovata, яка росте на тих же плакорних екотопах, в річкові долини східнішої провінції (внаслідок великої континентальності клімату).
На просторі ареалу, займаного зональним типом рослинності, кліматичні умови поступово, змінюють свій характер, наприклад на південь і північ. Це значно впливає на стан видів і рослинних угруповань в ландшафтах. При цьому виявляється встановлена В. В. Альохіним (1935) закономірність, відома під назвою закону передування, який говорить «… плакорний вид або плакорна рослинність предваряються на півдні або на півночі у відповідних умовах місцеперебування», тобто вже не в плакорних умовах, а, наприклад, на тих схилах, експозиція яких дозволяє отримувати таку ж кількість тепла, як і на плакорі. Закон цей має більш широке значення, ніж встановлено наведеним визначенням, особливо тому, що «попереджання» часто спостерігається і в напрямку захід-схід. Розглянемо деякі приклади прояву цієї закономірності.
Зсув видів і рослинності з одного типу екотопів на інші відбувається насамперед у межах однієї і тієї ж зони або ряду рівнинних зон. Так, сибірська ялина, домінуюча в лісах північного сходу Євразії, створює тут, особливо на плакорах, зональні рослинні угруповання, в межах лісотундри здатна займати лише екотопи, які добре прогріваються і захищені від вітрів. Навпаки, на півдні ареалу вона зміщується на північні схили увалів і ярів (Толмачев, 1974)
Подібні екотопічні зміщення відбуваються і в напрямку захід — схід. Та ж ялина і її угруповання в західній частині ареала, до р. Обі, займають звичайно плакорні положення, на схід же, у зв'язку зі збільшенням континентальності клімату, вони поступово переміщаються в умови інших екотопів — в річкові долини.
В гірських умовах широтно орієнтованих хребтів Північного Тянь-Шаню тянь-шаньская ялина і її спільноти надають перевагу, особливо в нижній частині лучно-лісового поясу (1500–1600 м над р. м.), екотопам північних експозицій, тоді як на верхній межі проживання (2900-3000 м) ялина через нестачу тепла часто виходить на південні схили.
Описані вище екотопічні зсуви пов'язані зі зміною кліматичних умов. Однак такі зміщення виникають і під дією інших факторів. Так, степовий тип рослинності в рівнинному Казахстані, як правило, не поширюється південніше 47° півн. ш. Тим часом по піщаних масивах, які мають сприятливіший водний режим, ніж на навколишніх масивах бурих ґрунтах, він заходить далеко на південь (до 45°) у вигляді житнякових піщаних степів.
Таким чином, закон передування, або екотопічні зміщення видів і рослинності, дійсно має більш широкий прояв, ніж вважав В. В. Альохін, і виражається в тому, що види і рослинність, властиві даному типу екотопів (місцеперебувань), в інших регіонах можуть зміщуватися на інші екотопи, найбільш для них сприятливі.
Вертикальна поясність (орозональність). Можна сказати, що закон екотопічного зсуву видів і рослинності формує в гірських країнах, особливо континентальних областей, вертикальні зони, або пояса (орозони). Не випадково російські мандрівники П. П. Семенов, М. О. Северцов і А. М. Краснов у своїх класичних описах вертикальної зональності Тянь-Шаню ґрунтувалися насамперед на просторових змінах рослинності його північних схилів (макроклінів), де закон попереджання рослинності найбільш яскраво виражений.
Екотопічне зміщення в просторі може бути протиставлене екотопічному зміщенню в часі, при розвитку ефемерності. Порівн.: ефемери та ефемероїди.